# Augsburg

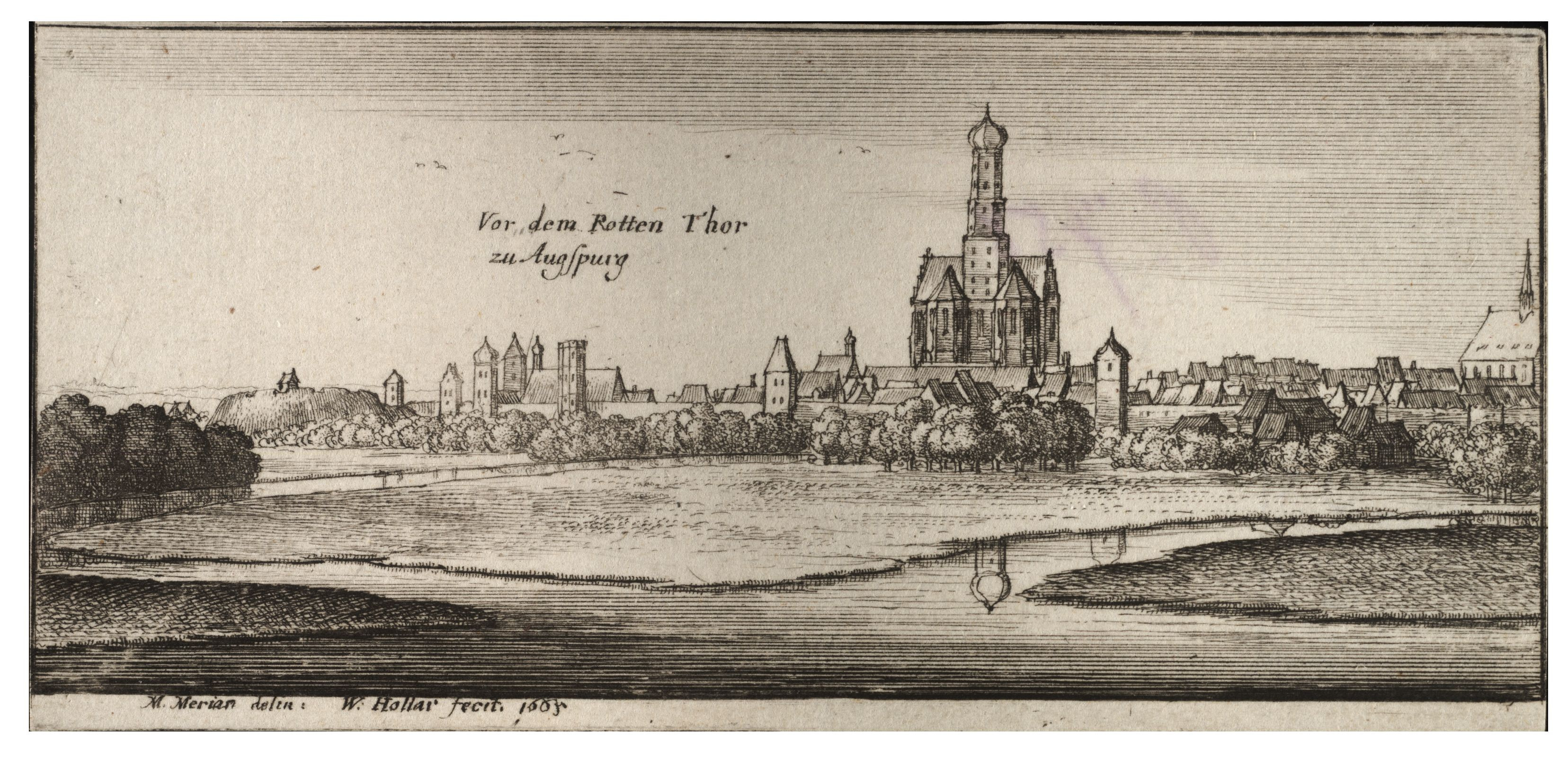
Václav Hollar, Pohled na Augsburg (1665)

Augsburg (česky zastarale Augšpurk, Aukšpurk) je historické a univerzitní město v Německu na jihozápadě spolkového státu Bavorsko. Je hlavním městem a sídlem vlády Švábska. Žije zde přibližně 303 tisíc obyvatel a je tak po Mnichově a Norimberku třetí nejlidnatější sídlo Bavorska. Jeho jméno je odvozeno od římského sídla Augusta Vindelicorum, založeného roku 15 př. n. l. římským císařem Augustem. Město je významné průmyslové i finanční centrum, je sídlem univerzity a dalších vysokých škol a katolické diecéze Augsburg. Nachází se na soutoku řek Lech a Wertach.
Augsburg je jediné město v Německu, které má vlastní zákonem stanovený svátek, Augsburský svátek míru, který se slaví 8. srpna na paměť dohody mezi katolíky a protestanty z roku 1555. Sídlí zde fotbalové kluby FC Augsburg, TSV Schwaben Augsburg a hokejový klub Augsburger Panther. 

## Historie

### Antika
Jako rok založení se uvádí rok 15 př. n. l., kdy zde byl postaven legionářský tábor, který později sloužil i jako zásobovací tábor. Vedle tábora se v průběhu 1. století začalo budovat civilní město Augusta Vindelicorum, kterému císař Hadrián udělil v roce 121 římské městské právo. Od roku 95 bylo město hlavním správním centrem provincie Raetie, která zasahovala až do horní Itálie.
Roku 260 vpadly do Itálie a Raetie germánské kmeny Juthungů a zajaly tisíce Italiků. Při návratu byly poraženy v bitvě, která trvala dva dny, římským místodržitelem. Toto vítězství dokládá vítězný oltář (Augsburger Siegesaltar), nalezený v roce 1992. V roce 271 následovaly další vpády germánských kmenů a obléhání města.
Po rozdělení provincie Raetie roku 294 se Augsburg stává hlavním správním centrem provincie Raetia secunda do které po zániku římské říše kolem roku 450 a během 5. století vpadli Alamani. Již v období pozdní antiky byl Augsburg sídlem biskupa.

### Středověk a raný novověk
Větší význam získalo město ve středověku až po bitvě na Lechu, kde císař Ota I. Veliký jižně od města porazil na západ směřující Maďary.
21. června 1156 opětovně udělil císař Fridrich I. Barbarossa městská práva, která byla o sto let později 1251 rozšířena. Město smělo používat vlastní pečeť a vybírat daně od obyvatel. 9. března 1276 udělil král Rudolf I. Habsburský městu privilegium na ustanovování zákonů. Roku 1276 bylo městské právo shrnuto v městském sborníku. Roku 1368 došlo k povstání městských řemeslníků, které vedlo k zavedení cechovní ústavy. To mělo za následek vzestup moci cechů, které se do roku 1547 účastnily na řízení města.
V 15. a 16. století byl Augsburg jedním z nejvýznamnější finančních center v Evropě s rodinami Fuggerů a Welserů, roku 1540 byla založena burza. Radnice a jiné stavby z té doby svědčí o mimořádném bohatství města. V 16. století bylo město jedním z center reformace. Roku 1530 zde přívrženci Martina Luthera poprvé předložili své tzv. Augsburské vyznání. Roku 1555 zde byl podepsán augsburský mír který ukončil rozpory mezi katolíky a protestanty.

### 19. století
Po zániku Římské říše roku 1806 sice Augsburg ztratil politickou nezávislost, zato se stal střediskem textilního a strojírenského průmyslu. Mezi nejvýznamnější patřila automobilka MAN, kde Rudolf Diesel roku 1892 vynalezl Dieselův motor, nebo letecká továrna Messerschmitt.

## Pamětihodnosti
- Katedrála Navštívení Panny Marie (Hohe Domkirche Mariä Heimsuchung) je pětilodní stavba o rozměrech 113x39 m se dvěma věžemi o výšce 62 m. Románská stavba včetně věží s dvojím chórem a kryptou byla dokončena roku 1075 a ve 14. století rozšířena o gotické části. Ve střední lodi se zachovalo pět románských malovaných oken (kolem 1200), která patří k nejstarším na světě. Bronzová vrata z roku 1065 s 35 figurálními poli jsou dnes vystavena v diecézním muzeu.
- Bazilika sv. Oldřicha a Afry (St. Ulrich und Afra-Basilike) je cihlová gotická trojlodní basilika s věží z let 1474-1500 na místě starších kostelů od 6. století. Mohutné barokní oltáře jsou z let 1605-1609. Ke kostelu přiléhá evangelický kostel sv. Oldřicha.
- Mohutná radnice z let 1615-1624 se dvěma věžičkami a vysokým štítem má 7 poschodí a v 1. patře bohatě vyzdobený Zlatý sál.
- Fuggerei, kterou roku 1515 založil bankéř Jakob Fugger, poskytuje dodnes asi 150 nemajetným katolickým měšťanům v 67 zčásti řadových domech bydlení za symbolický nájem. Nadace je nejstarší příklad hromadného sociálního bydlení.
- Ze středověkého městského opevnění se zachovaly části hradeb a 4 věže, nejznámější je Fünfgratturm.
- Vodohospodářský systém Augsburgu - důmyslný systém staveb jako např. vodní kanály, fontány, vodojemy, vodní elektrárny. Nejstarší stavby pocházejí z 14. století. V roce 2019 zapsán na seznam světového kulturního dědictví UNESCO.

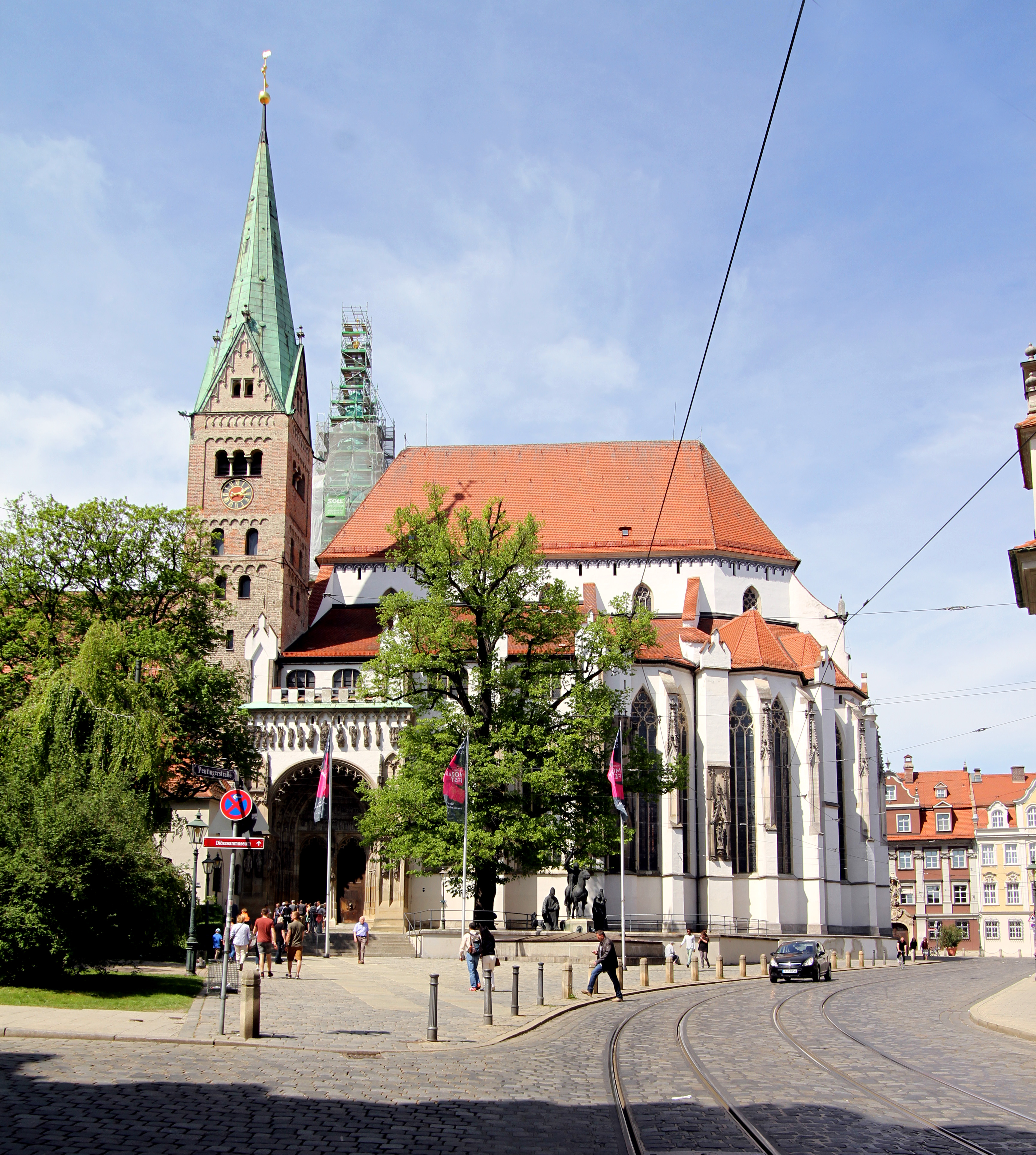
Katedrála od JV
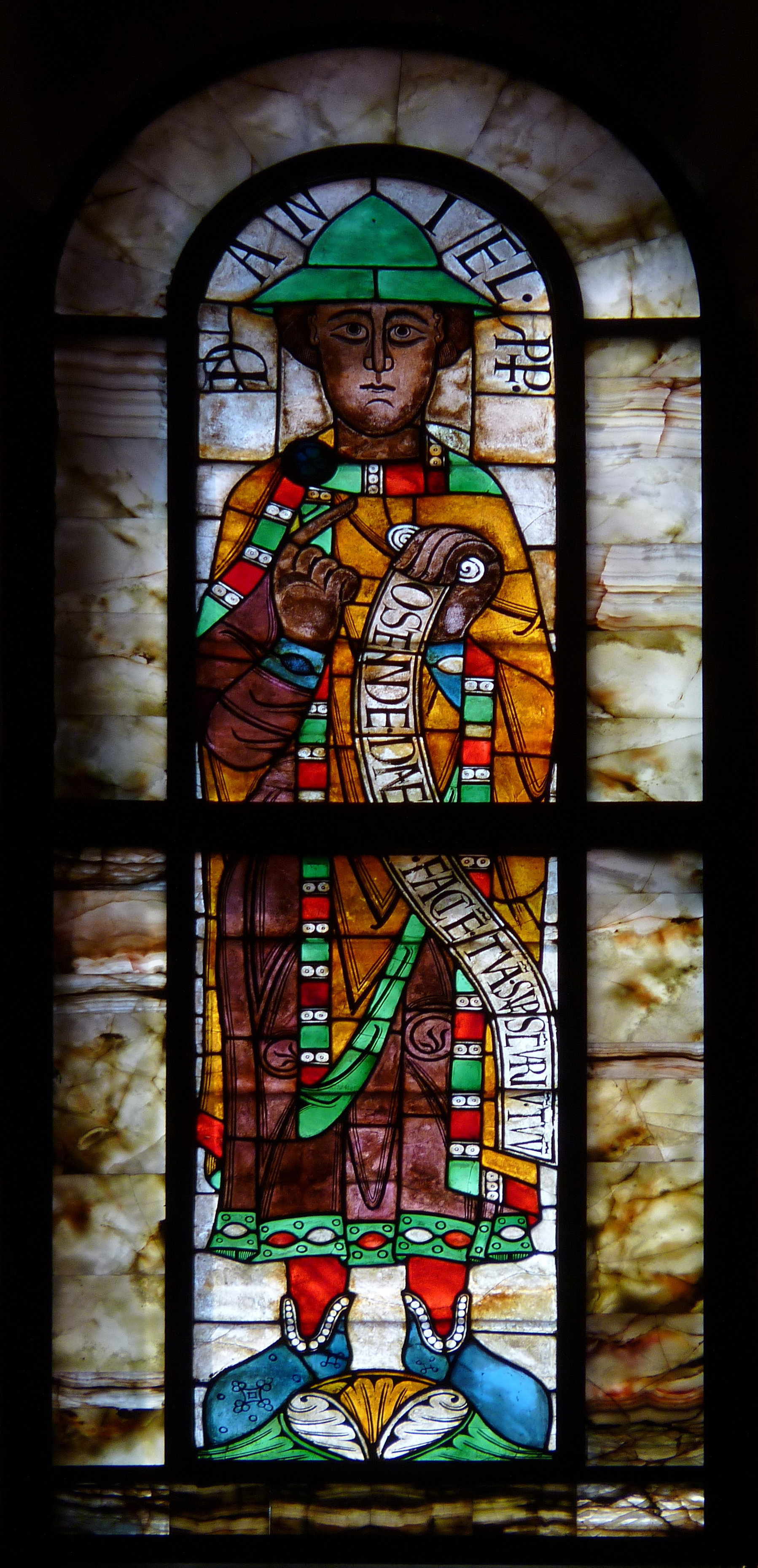
Prorok Daniel (kolem 1200)
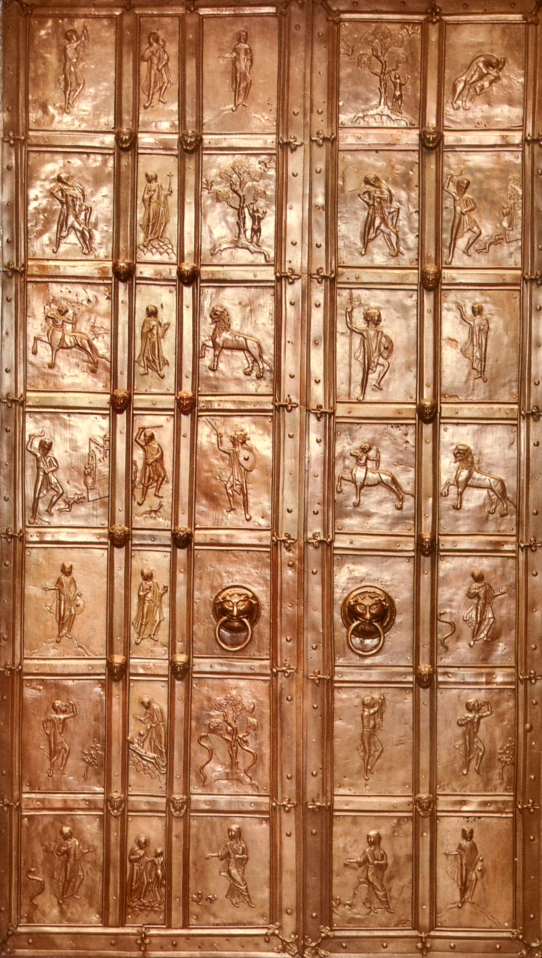
Bronzová vráta (1065)
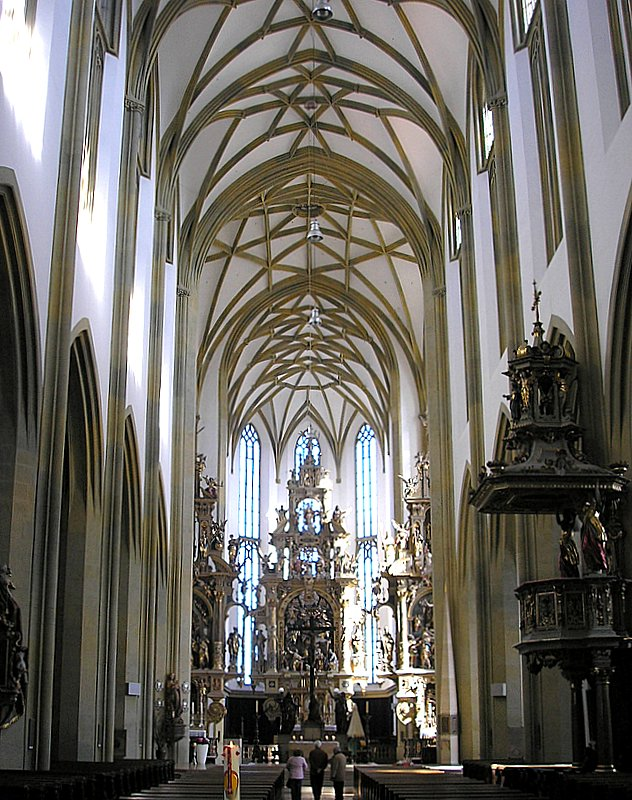
Kostel sv. Oldřicha a Afry, vnitřek (1500)
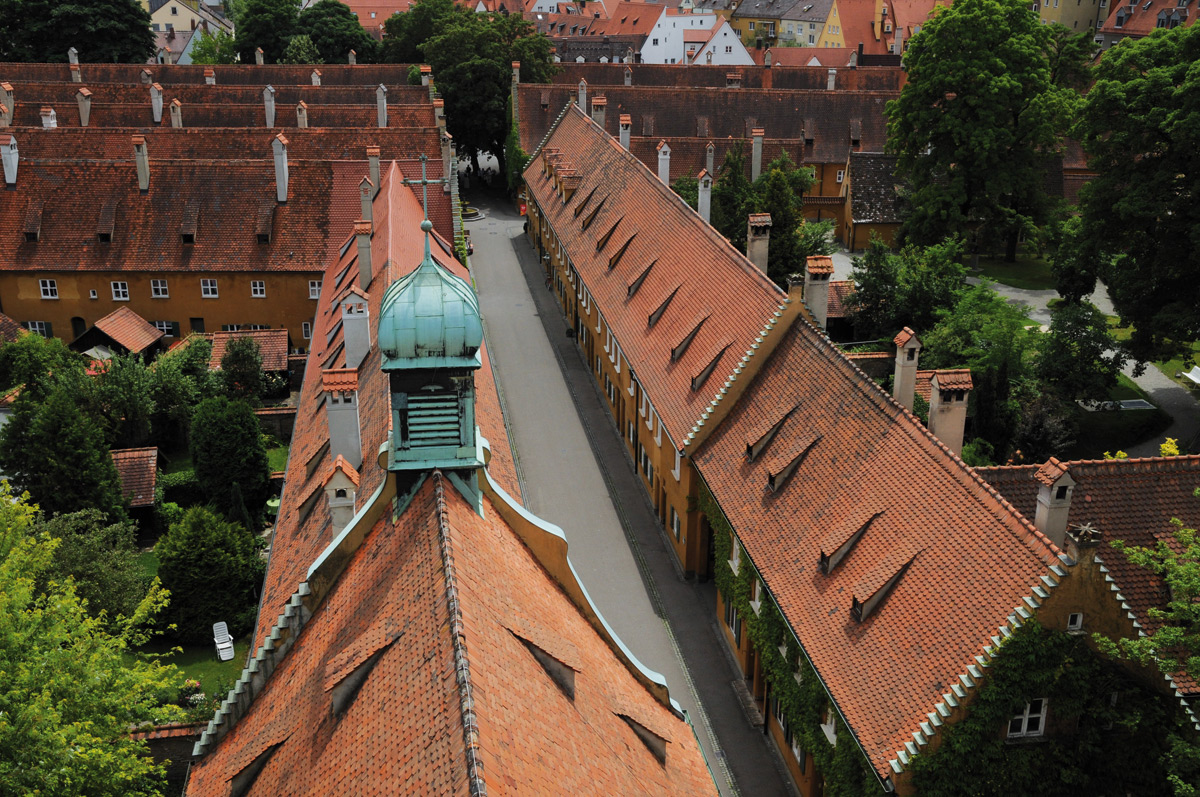
Fuggerei, kostel a hlavní ulice (po 1515)
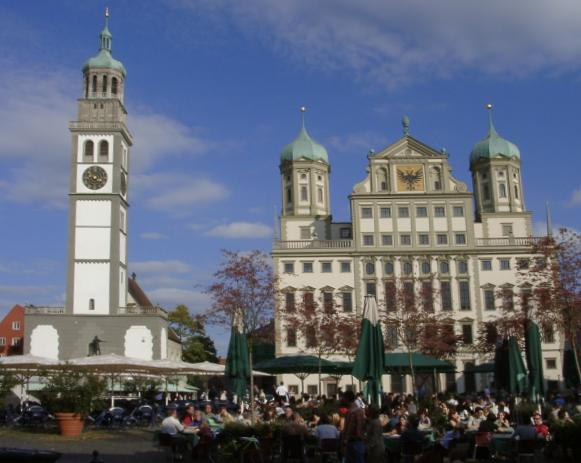
Perlachturm a radnice
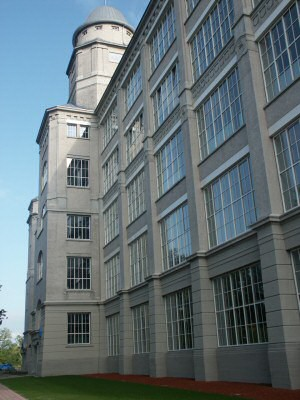
Glaspalast (1910)

## Muzea a galerie
- Maxmiliánovo muzeum vystavuje v několika poschodích historické plastiky, zlatnické výrobky a expozici k městským dějinám
- Švábské muzeum řemesel má expozice starých řemesel a cechů
- Římské muzeum vystavuje archeologické nálezy od paleolitu přes římskou antiku až do 8. století
- Schaetzlerův palác je galerie německého renesančního a barokního malířství i grafiky
- Skleněný palác (Glaspalast) je bývalá tkalcovna z roku 1910, kde je umístěno několik galerií moderního a současného umění
- Zoologická zahrada je nejnavštěvovanější v Bavorsku
- Botanická zahrada o rozloze 10 ha

## Osobnosti
- Jakob Fugger (1459–1525), obchodník a bankéř[5]
- Hans Holbein starší († 1524), malíř, lustrátor a výtvarník[6]
- Hans Holbein mladší († 1543), malíř a grafik, dvorní malíř anglického krále Jindřicha VIII[7]
- Filipína Welserová (1527–1580), rakouská šlechtična. manželka Ferdinanda II. Tyrolského[8]
- Matthäus Seutter (1678–1757), německý kartograf, geograf a rytec[9]
- Martin Engelbrecht (1684–1756), mědirytec a kreslíř[10]
- Leopold Mozart (1719–1787), hudební skladatel, otec Wolfganga Amadea Mozarta[11]
- Maria Anna Thekla Mozartová (1758–1841), sestřenice Wolfganga Amadea Mozarta[12]
- Matilda Karolína Bavorská (1813–1862), bavorská princezna, sňatkem velkovévodkyně hesenská[13]
- Hans von Euler-Chelpin (1873–1964), švédský biochemik, nositel Nobelovy cena za chemii za rok 1929[14]
- Bertolt Brecht (1898–1956), německý dramatik[15]
- Magda Schneiderová (1909–1995), rakousko-německá herečka[16]
- Bernd Schuster (* 1959), bývalý německý fotbalista, reprezentant a trenér[17]
- Philipp Kohlschreiber (* 1983), bývalý německý profesionální tenista[18]

## Partnerská města
- Amagasaki, Japonsko 1959
- Bourges, Francie, 1963
- Dayton Ohio, USA, 1964
- Inverness, Skotsko, Spojené království, 1956
- Ťi-nan, Čína, 2004
- Liberec, Česko, 2001
- Nagahama, Japonsko, 1959